# 샤콘 (비탈리)

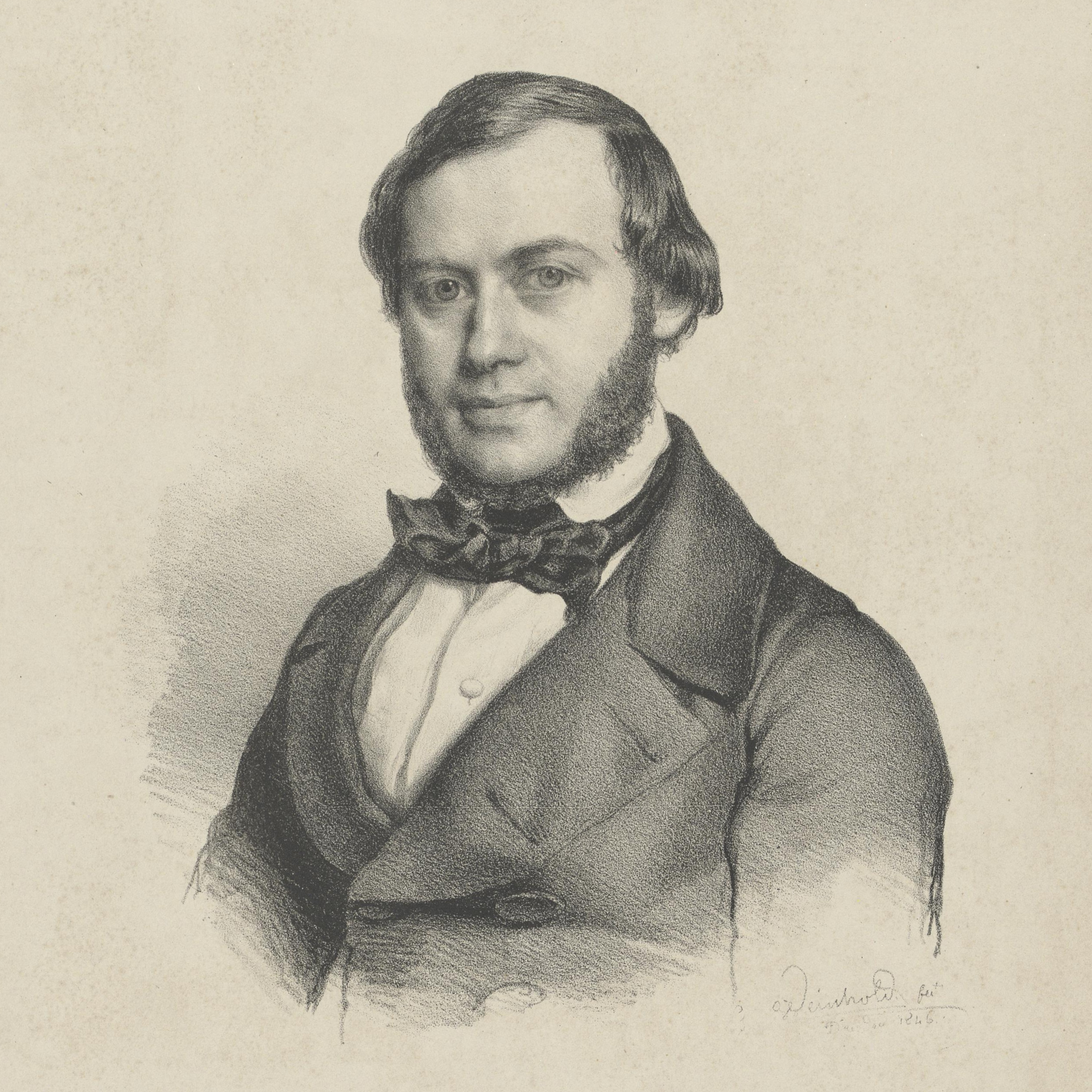

《바이올린과 통주저음을 위한 샤콘 사 단조》는 토마소 안토니오 비탈리가 쓴 것으로 알려진 곡이다.

## 역사
자필 악보인 Sächsische Landesbibliothek Dresden, Mus. 2037/R/1가 늦어도 1730년대 또는 그 이전에 쓴 것으로 밝혀졌다. 이 악보에는 작곡가의 이름이 따로 없이 “토마소 비탈리노의 작품(L'arte del Tomaso Vitalino)”이라고만 쓰여는데, 이 이름이 토마소 비탈리를 가리키는 것인지는 알려져 있지 않다. 과감한 조옮김 때문에 한때에는 낭만 시대나 그 이후의 작품이라고 여겨진 적도 있다.
이후 바이올린 연주자이자 작곡가인 페르디난드 다비드가 편곡하여 바이올린 교본인 Die Hohe Schule des Violinspiels(1867)에 포함시켜 출판하였다.

## 연주
야샤 하이페츠 등 많은 바이올린 연주자가 비탈리의 샤콘을 연주하였다.